# Bund Deutscher Osten
Der Bund Deutscher Osten (BDO) wurde  am „Tag des deutschen Ostens“, dem  27. Mai 1933, gegründet. Der BDO vereinigte den Deutschen Ostmarkenverein u. a. mit dem „Heimatbund Ostpreußen“, der „Jungpreußischen Bewegung“ und dem „Reichsbund der Schlesier“. Zusammen mit dem Volksbund für das Deutschtum im Ausland (VDA) wurde er durch eine Verfügung des „Stellvertreters des Führers“, Rudolf Hess, am 3. Februar 1939 der Volksdeutschen Mittelstelle (VoMi) unterstellt, eine der wichtigsten Säulen der NS-Volkstumspolitik.

## Geschichte
Unter seinen Reichsführern Franz Lüdtke und dessen Nachfolgern Theodor Oberländer, er wurde Ende Juli 1937 abgesetzt, sowie SS-Standartenführer Hermann Behrends, der den BDO anschließend seit Sommer 1937 leitete und zugleich Stabsleiter der „VoMi“ gewesen war, hatte sich der BDO die offizielle Aufgabe gestellt, „das deutsche Volk mit den geistes- und raumgeschichtlichen Fragen des Ostens vertraut“ zu machen. Er verfolgte aber von Anfang an die zunächst geheime Revisionspolitik des NS-Regimes im Osten, d. h. die ins Auge gefasste Zerstörung des jungen Nationalstaats Polen. Dessen Gründung als Folge des Versailler Vertrags hatte das Deutsche Reich erhebliche Gebietsverluste an seiner Ostgrenze gekostet und außerdem viele Deutsche – jetzt im Unterschied zu den „Reichsdeutschen“ „Volksdeutsche“ genannt – in einem ihnen fremden Nationalstaat vom Reich abgetrennt. Basis für die „geistes- und raumgeschichtlichen Fragen des Ostens“ war die lange gepflegte Überzeugung von der deutschen Kulturmission im Osten, die in der Ostsiedlung seit dem 11. Jahrhundert die größte Leistung mittelalterlicher Politik sah. Der einflussreichste Vertreter dieser Überzeugung war der dem BDO und allen anderen mit Volkstumspolitik befassten Organisationen und Institutionen nahestehende Albert Brackmann, der von der dem preußischen Geheimen Staatsarchiv angeschlossenen Publikationsstelle Berlin-Dahlem bis über seine Pensionierung hinaus als „General“ die gesamte Ostforschung zu steuern versuchte. (Siehe hierzu auch Polnische Westforschung.)
Wie der BDO seine volkstumspolitische Aufgabe in praktischer Ausführung verstand, zeigt folgende zeitgeschichtliche Analyse für Ostpreußen:
„Aktiv beteiligte sich der BDO unter seinem engagierten Vorsitzenden Theodor Oberländer auch an der Eliminierung der polnisch-masurischen Sprache in Ostpreußen. In Verbindung mit dem Evangelischen Konsistorium erhob der BDO in allen Kirchspielen Masurens Statistiken über den Gebrauch der ‚masurischen‘ Sprache in Gottesdiensten. Ziel dieser Erhebung war die Vorbereitung der endgültigen Verbannung der masurisch-polnischen Sprache aus dem öffentlichen Leben Masurens. […] Der NSDAP in Ostpreußen, allen voran Theodor Oberländer und seinen BDO-Mitstreitern, war dieser Umstand ein Dorn im Auge. Mit Billigung des Allensteiner Regierungspräsidenten Karl Schmidt führte der BDO 1937 und 1938 zwei Zählungen polnischer Gottesdienste durch. Doch erst nach der Besetzung Polens setzte die Gestapo die BDO-Empfehlung um und verbot am 24. November 1939 alle polnischsprachigen Gottesdienste in Masuren. Wenig später, am 13. Dezember 1939, wies auch das Evangelische Konsistorium als willfähriges Instrument des NS-Staates alle Gemeinden an, das Verbot zu akzeptieren, […].“
Nachkriegszeit
Das von 1949 bis 1969 bestehende Bundesministerium für Vertriebene, Flüchtlinge und Kriegsgeschädigte wurde in den 1950er und 1960er Jahren von maßgeblichen Mitarbeitern des mit Kriegsende verschwundenen BDO geleitet: von Theodor Oberländer (Minister von 1953 bis 1960) und von Hans Krüger (Minister von 1963 bis 1964).

## Zum Begriff „deutscher Osten“
Der im BDO zum Programm erhobene Begriff „deutscher Osten“ meinte alle Regionen, in denen seit dem Mittelalter und der „Ostsiedlung“ deutschstämmige Siedler heimisch geworden waren. Mit der Reichsgründung 1871, vor allem aber nach den Gebietsverlusten nach dem Ersten Weltkrieg wurden sie jenseits der Reichsgrenzen wahrgenommen und galten im völkischen Bewusstsein im Unterschied zu den „Reichsdeutschen“ bald als „Volksdeutsche“. Das Attribut deutsch ist dabei insofern irreführend, als zwischen den weitverstreut lebenden deutschsprachigen Minderheiten nationale Verbindungslinien konstruiert und im Begriff „Volksdeutsche“ konkretisiert wurden. Dieser Begriff der „großdeutschen“ Terminologie ebnete endgültig im Nationalsozialismus alle historischen und geografischen Besonderheiten zwischen den in den verschiedenen ostmittel- und osteuropäischen Nationalstaaten lebenden Bevölkerungsgruppen ein. Die Ostsiedlung und weitere Auswanderungen in den Osten bis ins 19. Jahrhundert verdankten sich aber keinen reichspolitischen Vorgaben, sondern waren Migrationsbewegungen wie auch die im 19. Jahrhundert massenhaft werdende deutsche Überseewanderung. Zum entsprechenden Vergleich hebt das 1906 bei Friedrich Brandstetter in Leipzig erschienene Buch „Die Helden des Deutschtums“ von W. Opitz hervor:
„Wie in unseren Tagen die überschüssige Bevölkerung des aufgeblühten Deutschen Reichs hinüberzieht in die Neue Welt, um bessere Arbeitsbedingungen und billigeres Land zum Feldbau zu gewinnen, so zogen einstmals vom 10. Jahrhundert an, aber besonders im 11. bis 13. Jahrhundert Scharen von Ansiedlern aus allen deutschen Gauen in das slavische Gebiet östlich der Saale und Elbe. Und während unsere jetzigen Auswanderer oft nichts Eiligeres zu tun haben, als ihr Volkstum abzuwerfen und fremde Eigenart anzunehmen, trugen die damaligen Kolonisten siegreiche deutsche Kultur und deutsche Sprache über die alte Grenze in die Fremde hinaus; sie hielten fest an ihrem Volkscharakter und erwarben so neues deutsches Gebiet, von dem aus das Reich zu neuer Blüte erstehen sollte. […] Je mehr die Slaven in der Gegenwart den mühsam gewonnenen deutschen Besitz uns streitig zu machen suchen, desto mehr muß dem deutschen Volk in Erinnerung gebracht werden, welch heiliges, von den Vätern ererbtes Gut es heute dort zu verteidigen gilt.“
So wie sich der Generalplan Ost nach den Vorgaben deutscher Volkstumspolitik und Himmlers Perspektivierung vom Dezember 1942 auch auf Südost- und Westeuropa beziehen sollte, waren mit dem Begriff „Volksdeutsche“ schließlich auch Elsässer und Lothringer und alle anderen deutschsprachigen Minderheiten in europäischen Ländern gemeint. Die ostmittel-, ost- und südosteuropäischen „Volksdeutschen“ wurden 1940 in das besetzte Polen umgesiedelt oder wurden 1941 als Wolgadeutsche von Stalin deportiert, bis sie bei Kriegsende entweder vor der Roten Armee flüchteten oder nach den Vorgaben des Potsdamer Abkommens in die Grenzen des besiegten Deutschland vertrieben wurden, worauf der „deutsche Osten“ in Gestalt der unterschiedlichen Siedlungsgebiete zu existieren aufhörte.
Seit den 1950er Jahren wurde der Begriff „deutscher Osten“ zum „konstruierten Erinnerungsort“ im westdeutschen Vertriebenenmilieu.